# Douglas Gordon
Douglas Gordon (Glasgow, 20 de septiembre de 1966) es un artista británico que forma parte del colectivo Young British Artists.

## Biografía
Gordon nació en Glasgow y estudió arte primero en la Escuela de Arte de Glasgow, a partir de 1984-1988, y después a la Slade School of Fine Arts, del University College de Londres, entre 1988 y 1990. Su primera exposición individual fue en 1986. Ganó el premio Turner en 1996 y al año siguiente representó a Gran Bretaña en la Bienal de Venecia.
El 2005 hizo una exposición al Deutsche Guggenheim de Berlín denominada "La vanidad de la alegoría. El 2006  hubo una exposición suya al Museo de Arte Moderno de Nueva York, llamada línea de tiempo.
En 2006, Douglas Gordon Superhumanatural abrió en la Galería Nacional de Escocia, enEdimburgo. Esta fue su primera gran exposición individual a Escocia, desde que presentó su trabajo 24 Hour Psycho a Glasgow el 1993. Uno de sus últimos trabajos fue en el show - un retrato cinematográfico del futbolista Zinedine Zidane. Mostrado por primera vez en Cannes y en el Festival de Cine de Edimburgo de 2006, una versión de galería de la obra fue recientemente adquirida por la Galería Nacional Escocesa de Arte Moderno.

## Exposiciones relevantes
Lista incompleta:
- 2006- What you want me tono say... Y'm already dead Fundación Joan Miró, Barcelona
- 2001- Espacio 13 (Fundación Joan Miró) s/t: convertía el público en el protagonista de su obra: una proyección de una cortina sobre otra cortina daba  a la sala de exposición, como indicando que el espectador tenía que acceder a un doble representacional de la realidad. En el interior, un teléfono esperaba que alguien lo descolgara para permitir escuchar una voz que explicaba una ruptura amorosa, pedía afecte y expresaba repetidamente

un deseo de comunicación. Los dos elementos, en cierto modo cine sin pantalla, estaban pensados para construir un relato en el cual tuvieran lugar el espectador y, por lo tanto, la exposición.

## Premios y distinciones
Óscar
| Año  | Categoría              | Película                | Resultado |
| ---- | ---------------------- | ----------------------- | --------- |
| 1978 | Mejor documental corto | The Shetland Experience | Nominado  |

- 1996 - Turner Prize
- 1998 - Premio Hugo Boss
- 2008 - Premio Roswitha Haftmann[3]